# Шамар Качьо Уангпо
На тригодишна възраст Вторият Шамар Ринпоче Качьо Уангпо (1350 – 1405) сам обявява кой е, а шестгодишен вече е разпознат и интронизиран от Четвъртия Кармапа Рьолпе Дордже. От него младият Шамарпа получава монашеските (пратимокша) обети, обета на Бодхисатва, а впоследствие Шестте Йоги на Наропа, Махамудра и пълната приемственост на линията Карма Кагю. Сред активностите на Шамар Качьо Уангпо особено важно е написването на осем тома текстове върху практиките на линията.
След смъртта на Четвъртия Кармапа Рьолпе Дордже Шамар Качьо Уангпо става носител на линията и впоследствие предава приемствеността на Петия Кармапа Дешин Шегпа. Сред мнжеството негови ученици особено важен е Сокуон Ригпе Ралдри, важен учител на Шестия Кармапа.